# Ali-Aga Šichlinskij
Ali-Aga Ismail Agha oghlu Šichlinskij (in azero Əli Ağa İsmayıl Ağa oğlu Şıxlinski; Aşağı Salahlı, 3 marzo 1863 – Baku, 18 agosto 1943) è stato un generale azero che combatté nell'esercito russo.

## Biografia

### I primi anni
Ali-Aga Šichlinskij nacque il 23 aprile 1865 nel villaggio di Kazakhly (attuale Aşağı Salahlı), nell'uyezd di Kazakh del governatorato di Elisabettopoli. Nelle sue memorie scrisse che suo padre, Ismail Agha, era discendente della dinastia degli Šichlinskij, una famiglia aristocratica le cui origini risalivano al 1537. Sua madre, Shah Yemen Khanum, era nipote di Molla Vali Vidadi, un poeta azero del XVIII secolo. Ali-Aga Šichlinskij aveva inoltre due fratelli.

### Gli inizi della carriera militare

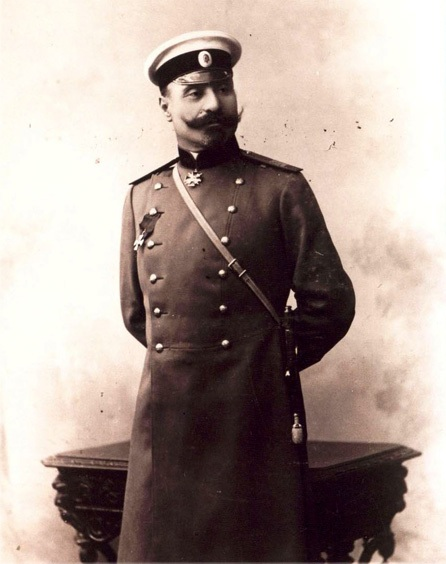
L'allora tenente colonnello Šichlinskij (1904)

Nell'agosto del 1876 Šichlinskij entrò nella scuola militare di Tbilisi dove si diplomò nel 1883. Continuò la sua educazione all'Accademia di Artiglieria Michajlovskij a San Pietroburgo come cadetto. Studente capace, eccellente cavallerizzo e ginnasta, l'11 agosto 1886, Šichlinskij venne promosso podporučik e venne assegnato alla 39ª brigata di cavalleria di stanza presso Alessandropoli (attuale Gyumri). Venne quindi promosso poručik, štabs-kapitan e nominato comandante di un gruppo di formazione. Nel 1900, il capitano Šichlinskij venne trasferito nella regione della Dauria, in Siberia orientale. Venne nominato capo battaglione in una divisione di artiglieria e prese parte ad una spedizione in Cina al seguito dell'esercito russo.

### La guerra russo-giapponese

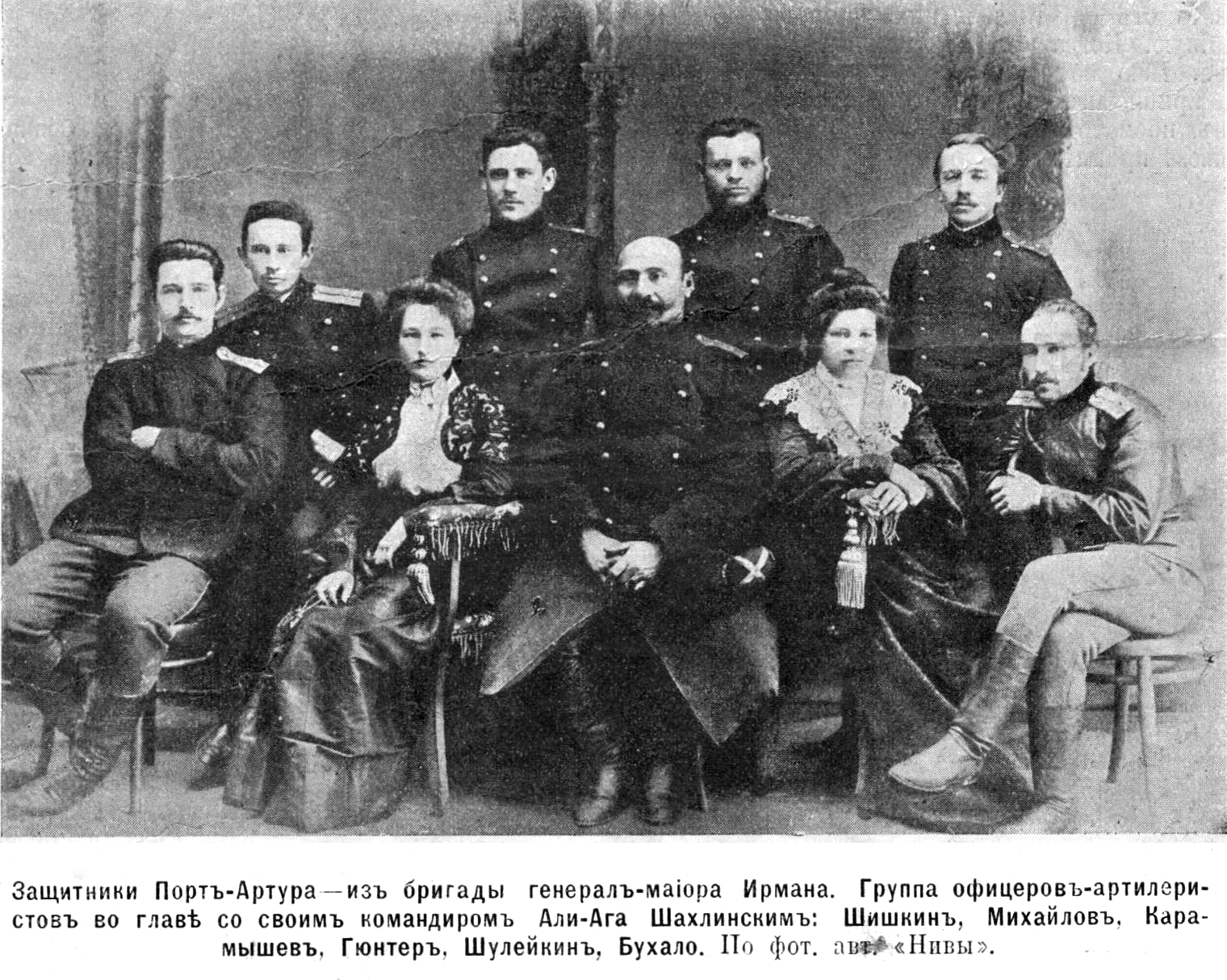
Uffifciali d'artiglieria con Šichlinskij al centro (1905, Port Arthur)

Nel corso della guerra russo-giapponese, Šichlinskij fu comandante di una batteria d'artiglieria. Si distinse nell'assedio di Port Arthur quando, pur essendo stato gravemente ferito a una gamba, respinse l'attacco di preponderanti forze nemiche. Ne ottenne l'Ordine di San Giorgio di IV classe come ricompensa e una spada d'oro al coraggio oltre al rango di tenente colonnello.

### Il collegio per ufficiali d'artiglieria

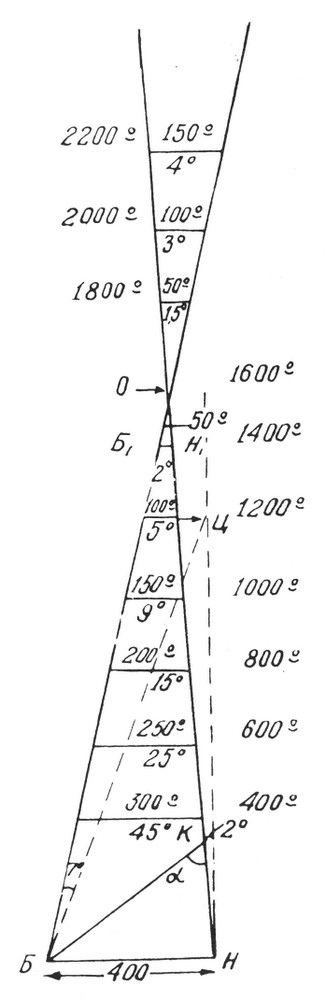
Schema del "Triangolo di Šichlinskij"

Nel gennaio del 1906, Šichlinskij frequentò un corso al collegio per ufficiali d'artiglieria di Carskoe Selo, venendo quindi nominato istruttore dello stesso istituto. Durante questo stesso periodo pubblicò diverse opere teoriche di artiglieria, incluso "Uso dell'artiglieria da campo in battaglia". Inventò inoltre un sistema per individuare con correttezza il bersaglio che venne chiamato "triangolo di Šichlinskij". Nel 1908 Šichlinskij venne promosso al rango di colonnello e nel 1912 gli venne conferito il grado di maggiore generale, divenendo vicecomandante del collegio d'artiglieria che aveva frequentato.

### La prima guerra mondiale

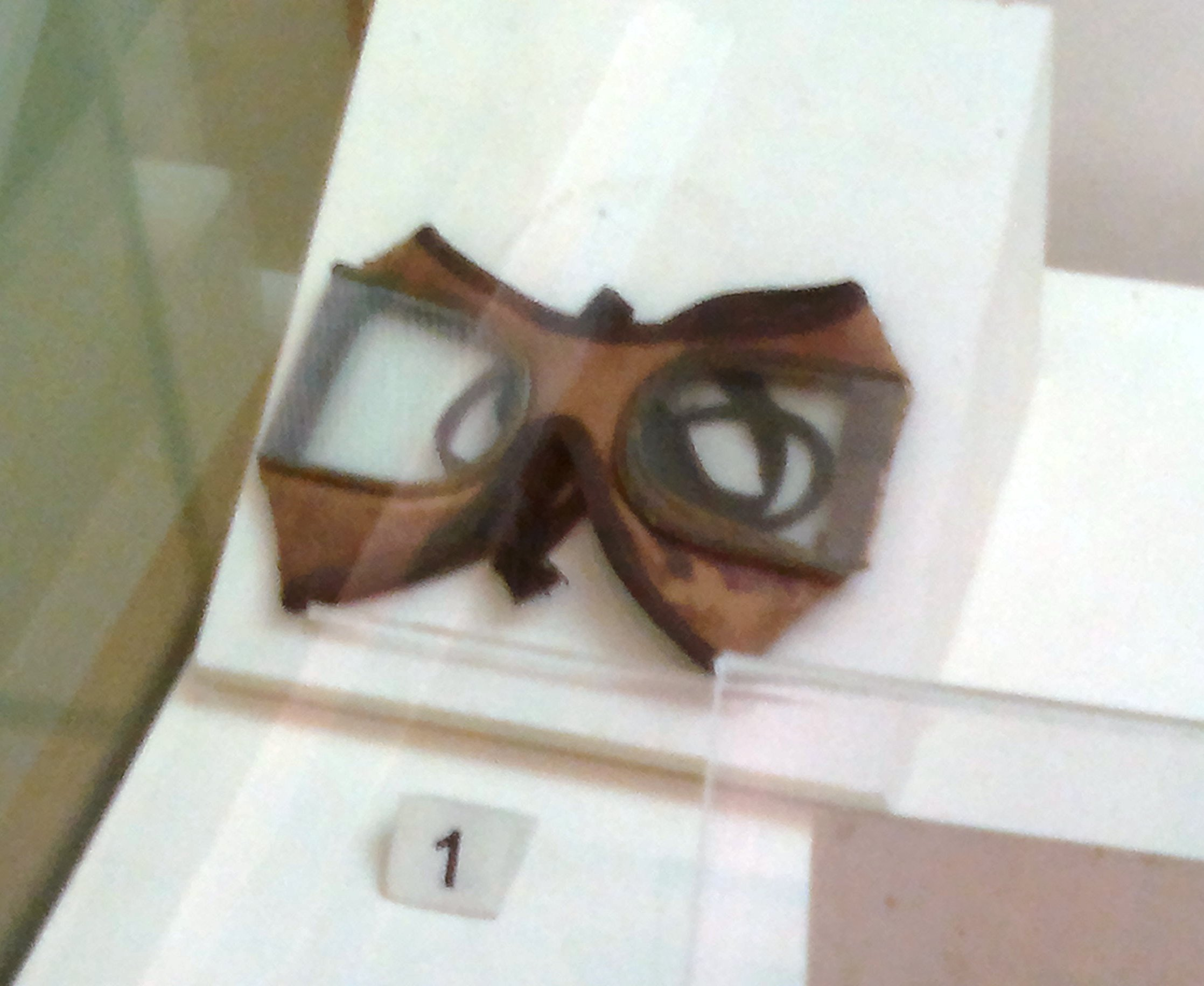
Occhiali protettivi di Ali-Aga Šichlinskij da lui indossati nella prima guerra mondiale (Museo di Storia Nazionale dell'Azerbaigian)

Quando scoppiò la prima guerra mondiale nel 1914, Ali-Aga Šichlinskij venne nominato comandante della guarnigione d'artiglieria di San Pietroburgo. Nel gennaio del 1915, Šichlinskij divenne vicecomandante del fronte nordoccidentale. Il 23 maggio 1915, venne nominato generale comandante in capo dello stesso fronte nordoccidentale e dopo breve passò a quello occidentale. Il 31 ottobre 1915, venne nominato alla posizione di comandante in capo d'artiglieria, venendo incaricato della creazione di nuovi battaglioni e brigate d'artiglieria più potenti. Dal 16 aprile 1916, Šichlinskij divenne ispettore d'artiglieria per l'intero fronte occidentale. Il 2 aprile 1917 venne promosso al grado di tenente generale.

### Nell'esercito nazionale dell'Azerbaigian
Dopo la rivoluzione di febbraio in Russia, Ali-Aga Šichlinskij venne nominato comandante della X armata russa nel settembre del 1917 .Dopo la Rivoluzione di ottobre, diede le proprie dimissioni e si portò a Tbilisi, dove venne incaricato della formazione di nuovi corpi di artiglieri azeri. Questi corpi supportarono l'esercito ottomano nella battaglia di Baku contro i bolscevichi e le forze britanniche. Nel gennaio del 1919, il governo della Repubblica Democratica dell'Azerbaigian nominò Šichlinskij viceministro della difesa. Il 28 giugno 1919, Ali-Aga Šichlinskij venne promosso al rango di generale d'artiglieria dell'esercito azero. Dopo l'invasione dell'Azerbaigian da parte dell'Armata Rossa e l'istituzione del regime sovietico nell'aprile del 1920, Šichlinskij venne arrestato ma rilasciato due mesi dopo.

### L'Armata Rossa

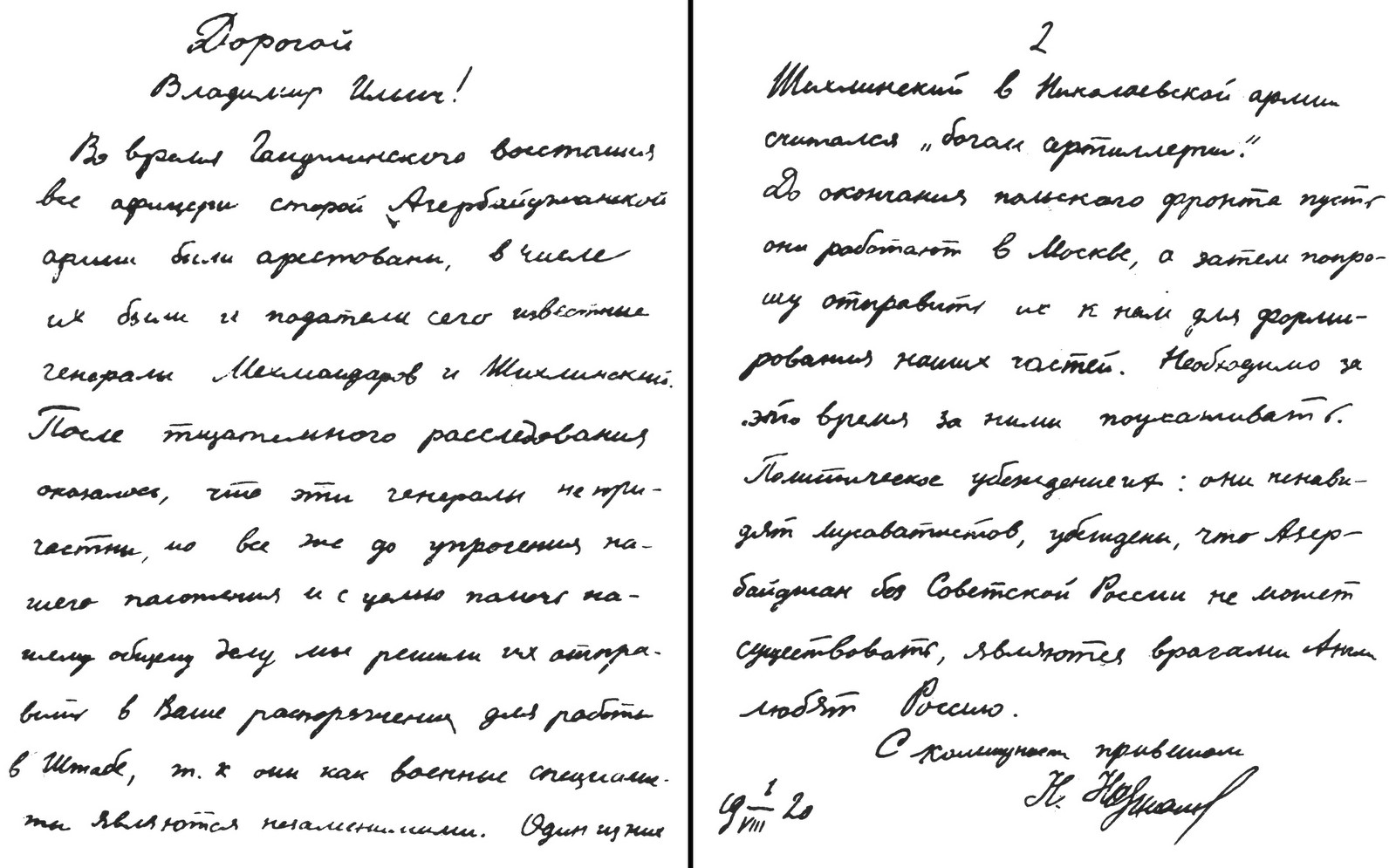
Lettera su Samad bey Mehmandarov ed Ali-Aga Šichlinskij che Nariman Narimanov inviò a Vladimir Lenin (1920)

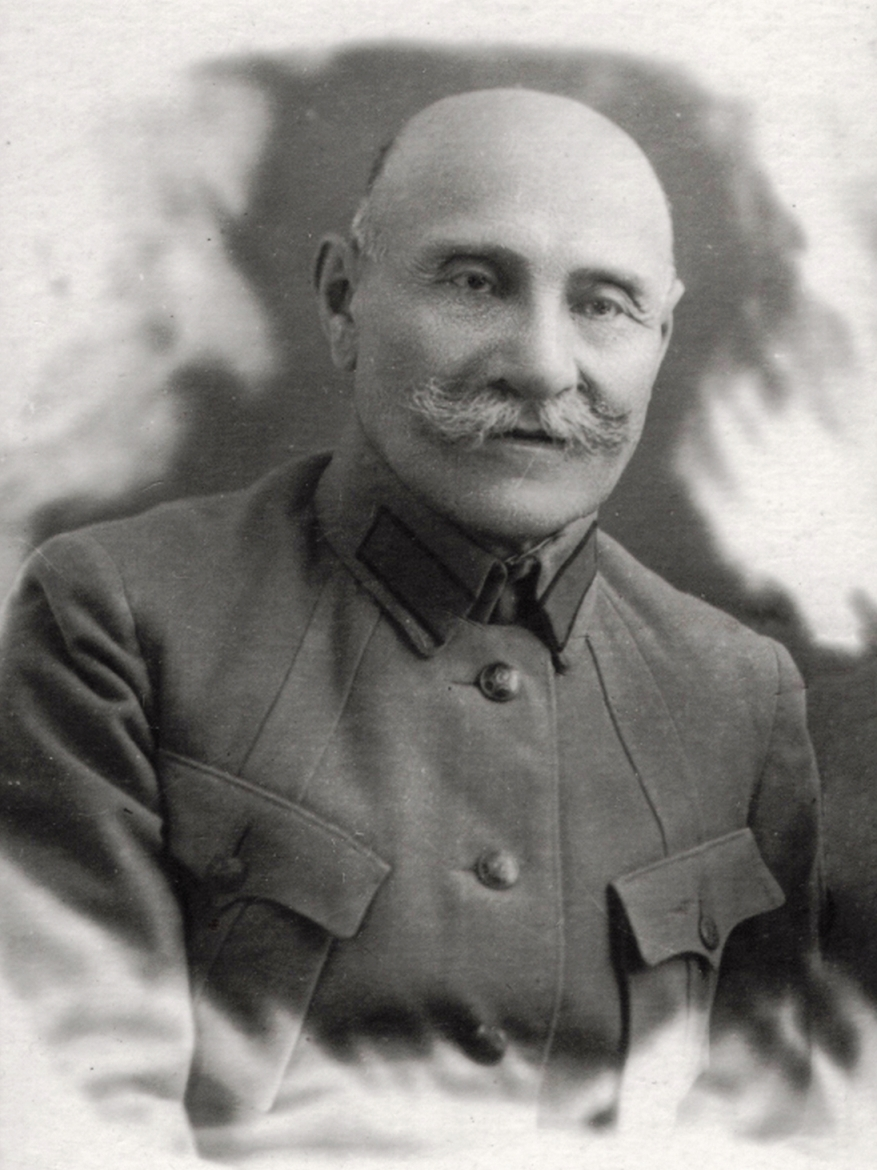
Ali-Aga Šichlinskij con l'uniforme dell'Armata Rossa (17 febbraio 1929)

Nel 1920–1921, venne inviato a Mosca dove fu consigliere del dipartimento d'artiglieria dell'Armata Rossa ed insegnò nell'Alta Scuola di Artiglieria. Il 18 luglio 1921, Šichlinskij venne trasferito a Baku dove insegnò alla locale scuola di artiglieria. Nel 1926, Šichlinskij pubblicò un dizionario militare russo-azero. Si dimise dal servizio militare nel 1929 e si dedicò alla redazione delle sue memorie, che vennero poi pubblicate nel 1944.

### La morte

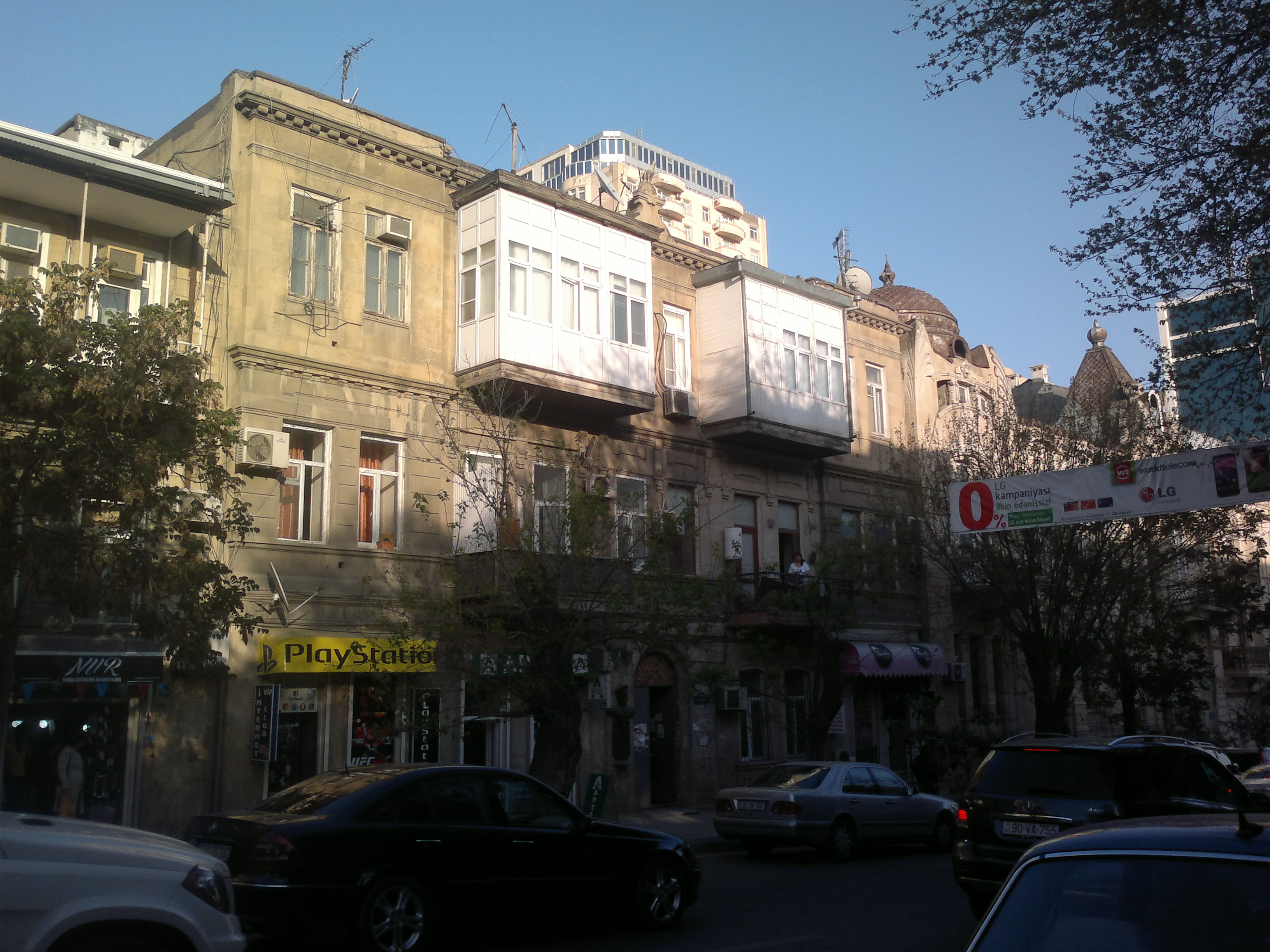
La casa di Ali-Aga Šichlinskij a Baku

Trascorse i suoi ultimi anni di vita in un appartamento al n.14 di Jafar Jabbarly Street a Baku. Prima della sua morte, Ali-Aga scrisse "Le mie memorie" nel 1942. Il libro venne pubblicato nove mesi dopo la morte del generale, nel maggio del 1944 con una prefazione del maggiore generale Evgeny Barsukov.
Il funerale di Ali-Aga Šichlinskij, che morì a causa di cardiosclerosi all'ospedale Agha Musa Naghiyev il 18 agosto 1943, venne organizzato dal filosofo Heydər Hüseynov, e venne accompagnato dalla banda della guarnigione militare di Baku.